# دييغو كافاناه
دييغو كافاناه (بالإسبانية: Diego Cavanagh)‏ هو لاعب البولو أرجنتيني، ولد في 16 مايو 1905، وتوفي في 30 يوليو 1977.